# Buccinum belcheri
Buccinum belcheri är en snäckart som beskrevs av Reeve 1855. Buccinum belcheri ingår i släktet Buccinum och familjen valthornssnäckor. Inga underarter finns listade i Catalogue of Life.